# Ketevan
Ketevan är ett musikalbum av och med Katie Melua, utgivet den 16 september 2013 i Storbritannien. Albumets titel associerar till Katie Meluas födelsenamn. Detta är Meluas sjätte studioalbum.

## Låtlista
| Nr           | Titel                        | Kompositör               | Längd |
| ------------ | ---------------------------- | ------------------------ | ----- |
| 1.           | Never Felt Less Like Dancing | Mike Batt                | 4:12  |
| 2.           | Sailing Ships from Heaven    | M. Batt                  | 5:01  |
| 3.           | Love Is a Silent Thief       | Katie Melua, Toby Jepson | 3:00  |
| 4.           | Shiver and Shake             | Melua, Luke Batt         | 2:59  |
| 5.           | The Love I'm Frightened Of   | Luke Batt                | 3:35  |
| 6.           | Where Does the Ocean Go?     | Melua, M. Batt, L. Batt  | 3:37  |
| 7.           | Idiot School                 | M. Batt                  | 3:35  |
| 8.           | Mad, Mad Men                 | M. Batt                  | 3:21  |
| 9.           | Chase Me                     | Melua, Jepson            | 3:41  |
| 10.          | I Never Fall                 | Melua, L. Batt           | 2:46  |
| 11.          | I Will Be There              | M. Batt                  | 4:18  |
| Total längd: | Total längd:                 | Total längd:             | 40:10 |

| 12. | I Never Fall (Stråkversion) | Melua, L. Batt | 2:45 |